# Juffureh
Juffureh és una població de Gàmbia a la Divisió del Nord, a la riba del riu Gàmbia, districte d'Upper Niumi.
Del 1651 al 1659 va pertànyer a Curlàndia i del 1659 al 1661 a Holanda, passant després als britànics que de fet la van acabar abandonant. El 1681 els francesos van establir una factoria a uns dos o tres quilòmetres a l'oest, anomenada Fort Albreda, a la població d'Albreda (Albadarr). Juffureh es va fer famosa per ser el suposat origen de Kunta Kinteh, el personatge central derivat de la tradició oral de la novel·la d'Alex Haley "Roots" que va inspirar una sèrie de televisió, i per uns anys va ser un destí turístic. Juffureh està unida a la veïna població d'Albadarr o Albreda, formant un nucli amb més de sis mil habitants dels quals prop de quatre mil corresponen a Juffureh.